# Mille Petrozza
Miland "Mille" Petrozza, född 18 december 1966 i Essen, Nordrhein-Westfalen, är en tysk musiker, huvudsakligen känd som sångare och gitarrist i thrash metal-bandet Kreator.

## Biografi
Mille Petrozza grundade bandet Metal Militia med trummisen Jürgen "Ventor" Reil 1982.  Man bytte snart namn till Tyrant och sedan Tormentor, men heter från 1984 Kreator. Petrozza och Reil är de enda kvarvarande originalmedlemmarna. Ursprungligen spelade Mille leadgitarr i bandet, men koncentrerar sig sedan 1986 utöver sången på rytmgitarren.
Tillsammans med Kreator har Petrozza spelat in femton studioalbum och ett tiotal livealbum som sammanlagt sålt i över två miljoner exemplar globalt.

## Gästmusiker
Mille Petrozza har bidragt med gästsång till ett antal heavy metal-bands alster, däribland Avantasia, Caliban, Destruction, Doro Pesch, Edguy, Heaven Shall Burn, Lamb of God, Powerwolf, Sodom och Volbeat.

## Diskografi (med Kreator)
Studioalbum
- Endless Pain (1985)
- Pleasure to Kill (1986)
- Terrible Certainty (1987)
- Extreme Aggression (1989)
- Coma of Souls (1990)
- Renewal (1992)
- Cause for Conflict (1995)
- Outcast (1997)
- Endorama (1999)
- Violent Revolution (2001)
- Enemy of God (2005)
- Hordes of Chaos (2009)
- Phantom Antichrist (2012)
- Gods of Violence (2017)
- Hate Über Alles (2022)